# El Huizachal de Santa Ana
El Huizachal de Santa Ana är en ort i Mexiko.   Den ligger i kommunen San Luis de la Paz och delstaten Guanajuato, i den centrala delen av landet, 240 km nordväst om huvudstaden Mexico City. El Huizachal de Santa Ana ligger 2 002 meter över havet och antalet invånare är 323.
Terrängen runt El Huizachal de Santa Ana är platt åt sydväst, men åt nordost är den kuperad. Runt El Huizachal de Santa Ana är det ganska tätbefolkat, med 80 invånare per kvadratkilometer. Närmaste större samhälle är Derramadero Segundo, 6,5 km öster om El Huizachal de Santa Ana. Trakten runt El Huizachal de Santa Ana består till största delen av jordbruksmark.